# Thanh Thủy (diễn viên sinh năm 1937)
Thanh Thủy (sinh năm 1937) là một diễn viên điện ảnh người Việt Nam. Bà từng giành giải Nữ diễn viên phụ xuất sắc tại Giải Cánh diều 2006.

## Cuộc đời
Thanh Thủy, tên đầy đủ là Phạm Thanh Thủy, sinh năm 1937 tại Hải Phòng. Năm 17 tuổi, bà sinh sống tại khu xóm của công nhân nhà máy xi măng Hải Phòng và làm hợp đồng tại nhà máy xay xát gạo. Cùng với Thúy Vinh, bà được đánh giá là 2 trong số 3 cô gái xinh đẹp nhất thành đoàn Hải Phòng. Năm 1959, Trường Điện ảnh Việt Nam được thành lập, khóa đầu tiên của trường được giảng dạy bởi một số chuyên gia đến từ Khối phía Đông, 2 người được thành đoàn giới thiệu lên Hà Nội và được tuyển vào khóa diễn viên này, cùng với Trà Giang, Tuệ Minh,  Thụy Vân, Lâm Tới, Ngọc Lan, Minh Đức,... Sau khi tốt nghiệp, Thanh Thủy về công tác tại Xưởng phim truyện Việt Nam. Trong sự nghiệp của mình, bà chỉ có 1 vai diễn chính trong bộ phim Câu chuyện quê hương của đạo diễn Hoàng Thái. Những năm 1970, bà tham gia bộ phim Độ dốc của đạo diễn Lê Đăng Thực, vì bối cảnh phim chủ yếu là rừng núi nên đoàn làm phim đã gặp nhiều khó khăn trong quá trình quay phim và nguồn thức ăn, diễn viên Huy Công từng phải bắt rắn để cải thiện bữa ăn.
Sau khi nghỉ hưu, Thanh Thủy làm thêm tại một ngân hàng, bà hoàn thành hai bằng A chứng chỉ tiếng Anh và cũng tham gia vào một số bộ phim truyền hình. Gia đình của bà đã từng sinh sống cùng gia đình nghệ sĩ Lịch Du.

## Tác phẩm

### Điện ảnh
| Năm  | Phim                    | Vai diễn                | Đạo diễn               | Ghi chú | Nguồn  |
| ---- | ----------------------- | ----------------------- | ---------------------- | ------- | ------ |
| 1961 | Câu chuyện quê hương    | Chị Mẫn                 | Hoàng Thái             |         | [ 5 ]  |
| 1962 | Hai người lính          | Chị Tư                  | Vũ Sơn                 |         | [ 6 ]  |
| 1962 | Một ngày đầu thu        | Chị Dần                 | Huy Vân                |         |        |
| 1970 | Ga                      | Vợ Hỗ                   | NSND Trần Đắc          |         | [ 7 ]  |
| 1972 | Vĩ tuyến 17 ngày và đêm | Hường                   | NSND Hải Ninh          | [ b ]   | [ 8 ]  |
| 1973 | Độ dốc                  | Đội trưởng sản xuất     | NGND Lê Đăng Thực      |         | [ 7 ]  |
| 1975 | Vùng trời               | Vợ chiến sĩ lái máy bay | NSND Huy Thành         |         | [ 9 ]  |
| 1976 | Sao tháng Tám           |                         | NSND Trần Đắc          | [ c ]   |        |
| 1976 | Ngày lễ Thánh           | Vợ Quản Ngật            | NSND Bạch Diệp         | [ d ]   | [ 10 ] |
| 1977 | Bức tường không xây     | Chị Tuấn                | NSND Nguyễn Khắc Lợi   |         | [ 11 ] |
| 1977 | Chuyến xe bão táp       | Chị bán vé xe           | NSND Trần Vũ           | [ e ]   | [ 12 ] |
| 1982 | Cuộc chia tay mùa hạ    | Mẹ Soan                 | NSƯT Nguyễn Ngọc Trung |         |        |
| 1982 | Ngày ấy bên sông Lam    | Vợ Lý Khánh             | NSƯT Nguyễn Ngọc Trung |         | [ 13 ] |
| 1986 | Thị trấn yên tĩnh       | Mẹ Sẫm                  | NSƯT Lê Đức Tiến       |         | [ 14 ] |
| 1988 | Dịch cười               | Vợ Trí                  | Đỗ Minh Tuấn           |         | [ 15 ] |
| 1989 | Phận đời không muốn nhớ | Mẹ Khoái                | Trần Quốc Huấn         |         |        |
| 1989 | Người cầu may           | Bà Góa                  | Tự Huy                 |         |        |
| 1995 | Hoa của trời            |                         | Đỗ Minh Tuấn           |         |        |
| 2006 | Sinh mệnh               | Mẹ Linh                 | Đào Duy Phúc           |         |        |

### Truyền hình
| Năm  | Phim             | Vai diễn    | Đạo diễn             | Kênh | Ghi chú | Nguồn  |
| ---- | ---------------- | ----------- | -------------------- | ---- | ------- | ------ |
| 1995 | Đón khách        | Hạnh Phương | Đỗ Minh Tuấn         |      |         |        |
| 2009 | Ngõ lỗ thủng     | Bà điếc     | NSƯT Trần Quốc Trọng | VTV1 |         | [ 16 ] |
| 2010 | Bí thư Tỉnh ủy   | Bà Ngật     | NSƯT Trần Quốc Trọng | VTV1 |         | [ 17 ] |
| 2014 | Nỗi đau giấu kín | Bà Lương    | NSƯT Trần Vịnh       | VTV1 |         |        |
| 2015 | Mưa bóng mây     | Mẹ Nga      | NSND Trọng Trinh     | VTV1 |         | [ 18 ] |

## Giải thưởng
| Năm  | Lễ trao giải        | Hạng mục                  | Tác phẩm  | Kết quả   | Nguồn  |
| ---- | ------------------- | ------------------------- | --------- | --------- | ------ |
| 2007 | Giải Cánh diều 2006 | Nữ diễn viên phụ xuất sắc | Sinh mệnh | Đoạt giải | [ 19 ] |